# مارک ترنبول
مارک ترنبول (انگلیسی: Mark Turnbull؛ زادهٔ ۱۱ اکتبر ۱۹۷۳) قایقران قایق بادبانی اهل استرالیا بود.